# Gáspár Miklós Tamás

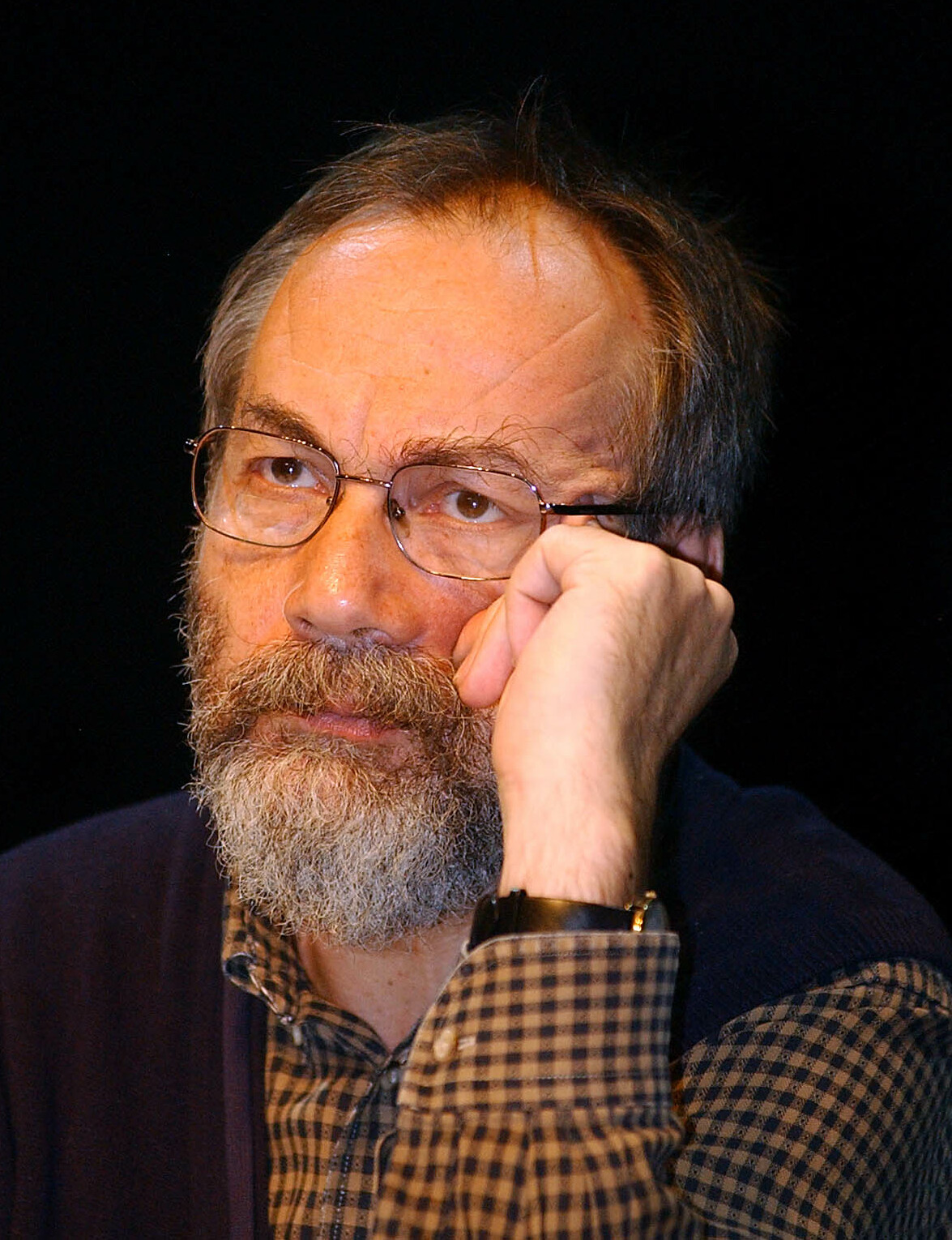
Gáspár Miklós Tamás (2009)

Gáspár Miklós Tamás, auch G. M. Tamás (geboren 28. November 1948 in Kolozsvár, Rumänien; gestorben am 15. Januar 2023 in Budapest, Ungarn), war ein ungarischer Philosoph und Politiker.

## Leben
Gáspár Miklós Tamás wurde als Angehöriger der ungarischen Minderheit in Rumänien geboren. Er studierte Philosophie und klassische Philologie an der Babeș-Bolyai-Universität Cluj und wurde 1972 graduiert. 1978 übersiedelte er aus politischen Gründen nach Ungarn, wo er an der Universität Budapest (ELTE) unterrichtete. In den 1980er Jahren war er Teil der illegalen Opposition gegen das kommunistische Einparteienregime und konnte nur im Untergrund oder im Ausland publizieren. Nach der politischen Wende in Osteuropa war er Mitgründer der ungarischen Liberalen (SZDSZ, Szabad Demokraták Szövetsége) und von 1989 bis 1994 ihr Parlamentsabgeordneter. Er lehrte als Gast an den Universitäten von Columbia, Oxford, Chicago, Georgetown und Yale und hatte Forschungsaufenthalte in Paris, Wien, Washington DC und Berlin.
Ende der 1990er Jahre entwickelte er eine radikale Kapitalismuskritik und war 2001 Mitgründer der ungarischen Attacbewegung. 2010 wurde er Vorsitzender der Parteineugründung Zöld baloldal („Grün-Links“), die allerdings bei der Parlamentswahl 2010 kein nennenswertes Ergebnis erzielte.
Tamás wurde 2011 von der rechtskonservativen Regierung Orbán aus seinem Amt als Direktor des Philosophischen Instituts der Ungarischen Akademie der Wissenschaften entfernt; sein Nachfolger wurde János Boros.
Tamás erhielt den „Lifetime Achievement Award“ der Open Society Foundations (OSF).
Tamás war verheiratet und hatte vier Kinder.

## Schriften (Auswahl)
- A teória esélyei Esszék. Bukarest : Kriterion, 1975
- Censorship, ethnic discrimination, and the culture of the Hungarians in Romania.  Wien: Internationale Helsinki-Föderation für Menschenrechte, 1985
- A szem és a kéz. Samisdat. Független, 1983
- Idola Tribus. Paris : Dialogues Européens, 1989
- Másvilág. Politikai esszék. Új Mandátum, 1994
- Törzsi fogalmak I-II., Atlantisz Könyvkiadó, Budapest, 1999, ISBN 963-9165-26-3
- A helyzet. Szatirikus röpirat. Élet és Irodalom, 2002
- Descartes: A módszerről. Kriterion Könyvkiadó Téka, szerk. Géczi Róbert, 2003
- Innocent power = Die unschuldige Macht. Essay. dOCUMENTA (13). Übersetzung Barbara Hess. Ostfildern : Hatje Cantz, 2011
- Das ungarische Desaster, Kommentar, in: taz, 3. Januar 2011
- Kommunismus nach 1989 : Beiträge zu Klassentheorie, Realsozialismus, Osteuropa. Hrsg. und übers. von Gerold Wallner. Wien : Mandelbaum, 2015